# Dosidicus gigas
El calamar de Humboldt (Dosidicus gigas), también denominado calamar gigante, jibia gigante, jibia chilena, potón del Pacífico, potón peruano, pota o simplemente jibia, es un molusco cefalópodo de gran tamaño y abundante en las costas peruanas, mexicanas y chilenas. En estos países se practica la pesca industrial de este recurso y actualmente ha ganado importancia gracias a una fuerte demanda internacional.[cita requerida]
Es un invertebrado de crecimiento rápido con un sistema nervioso complejo y un sistema visual bien desarrollado. El cuerpo del calamar tiene dos regiones. La cabeza, que está unida a los brazos (de ahí se deriva el término cefalópodo) y el manto, que se caracteriza por ser en forma cilíndrica, el cual envuelve a los órganos internos.
Es un organismo pelágico que se distribuye en el Océano Pacífico Oriental desde la frontera de México y Estados Unidos hasta Chile. En México, el calamar gigante representa el 95 % sobre el total de las especies de calamar. 
La mayor parte del calamar se captura en el Golfo de California siendo los mayores productores los estados de Sonora y Baja California Sur, con el 88% de la producción con respecto a la total nacional. A pesar de su gran tamaño y peso (alcanza 2 metros y pesa 45 kg), es capaz de dar grandes saltos fuera del agua.
En el Perú se llegaron a pescar 369.822 toneladas de calamar gigante durante el año 2010.
En Chile esta especie es víctima de pesca y tráfico ilegal.